# Mont Noble (Berg)
Der Mont Noble  ist ein Berg oberhalb der Ortschaft  Nax im Schweizer Kanton Wallis und hat eine Höhe von 2673 m ü. M. Er liegt  zwischen den Tälern Val d’Hérens im Westen und Val de Réchy im Osten.
Von Nax aus führt seit 1979 ein Sessellift  auf die Mittelstation Dzorniva. Von dort erschliessen 2 weitere, fix geklemmte Sessellifte sowie 1 Skilift auf der Westseite des Mont Nobles ein kleines Skigebiet mit 30 km markierten Skipisten.